# Reichskommissariat Ostland

Lage des Reichskommissariat Ostland in Europa, 1942

Das Reichskommissariat Ostland (RKO) entstand während des Zweiten Weltkriegs nach dem Angriff des Deutschen Reichs auf die Sowjetunion im Juni 1941 im Baltikum und Teilen des heutigen Weißrussland. Die politische Organisation des Gebiets übernahm – neben einer Militärverwaltung durch die Wehrmacht – eine Zivilverwaltung, die unter der Leitung des Reichsministeriums für die besetzten Ostgebiete des NS-Chefideologen Alfred Rosenberg stand.
Die politischen Hauptziele, die das Ministerium im Rahmen der nationalsozialistischen Ostpolitik verfolgte, waren die vollständige Vernichtung der jüdischen Bevölkerung und die „Germanisierung“ von großen Bevölkerungsteilen – nicht zuletzt im Reichskommissariat Ostland sowie im Reichskommissariat Ukraine. Die Germanisierungspolitik wurde auf der Grundlage des Generalplans Ost, spezieller Erlasse und Richtlinien sowie später auf der Grundlage des Generalsiedlungsplans im Ostland durchgeführt.
Die Einsatzgruppe A und die Einsatzgruppe B erschossen im Reichskommissariat Ostland unter anderem etwa eine Million Juden. Angesichts der vorrückenden Roten Armee wurde das Ostland am 21. Januar 1945 aufgelöst.

## Geschichte

### Planungen vor dem Angriff auf die Sowjetunion
Ursprünglich war vom Reichsminister für die besetzten Ostgebiete, Alfred Rosenberg, die Bezeichnung „Balten-Land“ für das ab Sommer 1941 so bezeichnete „Ostland“ vorgesehen. Dagegen hätten sich laut einer späteren Aussage von Otto Bräutigam, der in jener Zeit ein zentraler Mitarbeiter von Rosenberg war, allerdings „die baltischen Freunde“ von Rosenberg heftig ausgesprochen, da ein „Reichskommissariat Baltikum“ auch „Weißruthenien“ mit einschließen würde, „und damit die Weißruthenen auch zu Balten gestempelt würden“. Ein weiterer bedeutsamer Mitarbeiter von Rosenberg, Georg Leibbrandt, sprach sich ebenfalls gegen diesen Vorschlag aus, da sonst die Sympathien der Balten, die ihre eigene Bezeichnung haben wollten, verspielt werden könnten; und ferner ohnehin keine „Ostlandbevölkerung“ geschaffen werden sollte.

### Grenzverlauf und Verwaltung im ersten Kriegsjahr

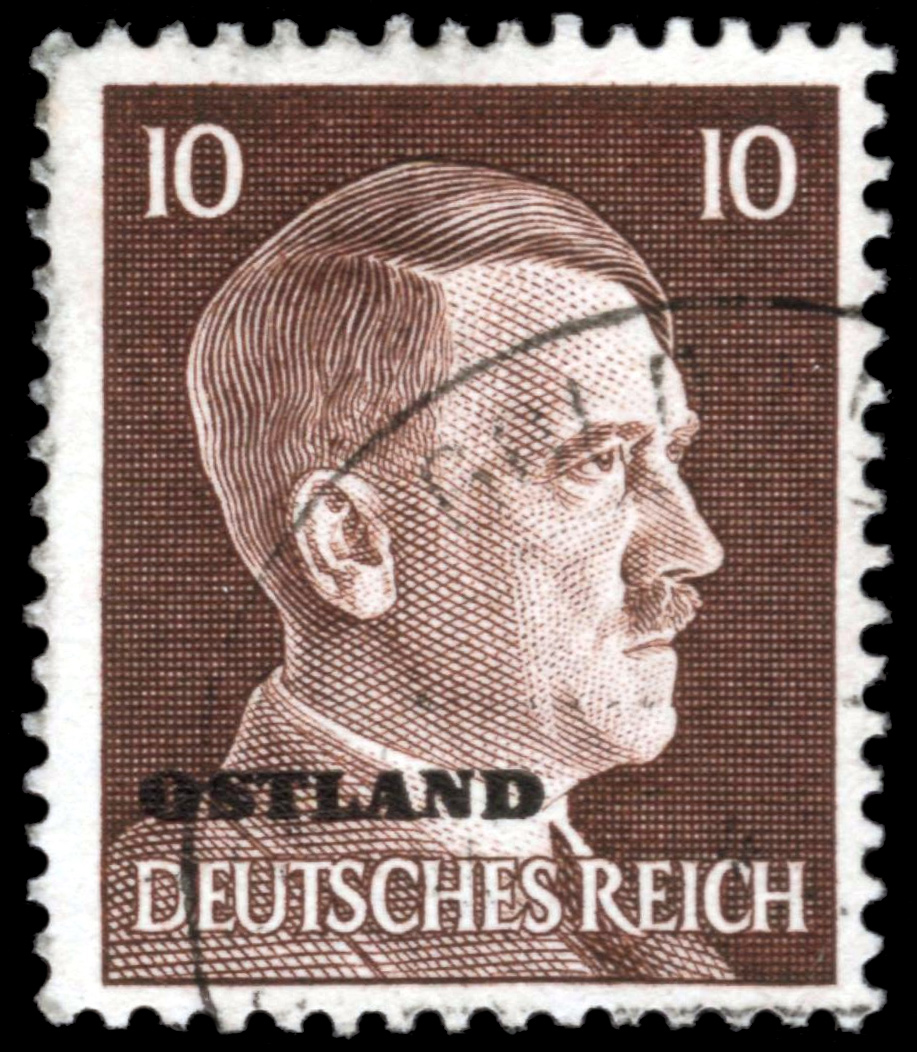
Deutsche Reichspost in den besetzten Gebieten

Einen Monat nach dem deutschen Überfall auf die Sowjetunion vom 22. Juni 1941 wurde am 25. Juli 1941, 12:00 Uhr, das Reichskommissariat Ostland gebildet. Es ging aus Teilen des rückwärtigen Heeresgebiets Nord hervor.
Seine Grenzen verliefen zunächst wie folgt:
- Westen: Ostgrenze des Deutschen Reiches/Ostseeküste,
- Norden und Osten: westlich der Düna (Riga ausschließlich, Jakobstadt einschließlich, Dünaburg ausschließlich, Druja einschließlich),
- Süden: nördlich der Linie Druja/Molėtai/Rumšiškės/Vištytis.

Sitz der Verwaltung war vorläufig die Stadt Kaunas, später in Kauen umbenannt.
Zum Reichskommissar wurde der Oberpräsident und Gauleiter von Schleswig-Holstein Hinrich Lohse ernannt.
Bereits zum 1. August 1941, 12:00 Uhr, wurde das Reichskommissariat Ostland räumlich aus dem rückwärtigen Heeresgebiet Mitte erweitert.
Seine neuen Grenzen verliefen vorläufig wie folgt:
- Nordwesten: Bisherige Ostgrenze des Reichskommissariat Ostland,
- Süden und Osten: Das Gebiet um Vilnius, begrenzt im Osten und Südosten durch die ehemalige litauische Grenze.

Die nächste Änderung erfolgte am 1. September 1941, 12:00 Uhr.
Zu diesem Zeitpunkt wurde das Reichskommissariat Ostland erweitert aus dem rückwärtigen Heeresgebiet Mitte, soweit innerhalb der folgenden Grenzen gelegen:
- Westen: Bisherige Ostgrenze des Reichskommissariats Ostland und des Bezirks Bialystok;
- Süden: Grenze zum Reichskommissariat Ukraine;
- Osten und Norden: Das rückwärtige Heeresgebiet Mitte bis zur Linie Sankewitschi1/Lenino am Slutsch/Verlauf des Slutsch bis Sluzk/Rudensk an Bahnstrecke Minsk-Bobruisk/Smilowitschi an der Wolna/Borissow (ausschließlich)/Verlauf der Beresina bis Beresino (etwa 80 km nördlich Borissow)/Disna an der Düna bis zur ehemals lettisch-russischen Grenze (Orte mit Ausnahme von Borissow und Orte an den genannten Flüssen einschließlich), das rückwärtige Heeresgebiet Nord bis zur Linie ehemals lettisch-russische Grenze/ehemals lettisch-estnische Grenze.

Zum Sitz der Verwaltung wurde nun Riga bestellt.
Zum 1. November 1941 trat die Stadt Grodno nebst Umfeld zum Bezirk Bialystok.
Die letzte Erweiterung trat am 5. Dezember 1941 ein und galt ab 12:00 Uhr. Danach trat aus dem rückwärtigen Heeresgebiet Nord das frühere Estland zum Reichskommissariat Ostland über. Das Gebiet blieb aber militärisch weiterhin Operationsgebiet des Heeres.

### Zerfall des Reichskommissariats ab 1943
Im Laufe der Jahre 1943/1944 wurde das Reichskommissariat Zug um Zug von der Roten Armee zurückerobert.
Anfang 1944, als die allein noch unbesetzt gebliebenen Kreisgebiete Brest, Kobryn und Pinsk des Reichskommissariats Ukraine eine eigenständige Verwaltung nicht mehr zuließen, wurde dieser Randstreifen dem Generalbezirk Weißruthenien im Reichskommissariat Ostland unterstellt.
Am 8. September 1944 übernahm der Oberpräsident und Gauleiter der NSDAP Erich Koch in Königsberg (Pr), bisher Reichskommissar in der Ukraine, kommissarisch die Leitung im Ostland.

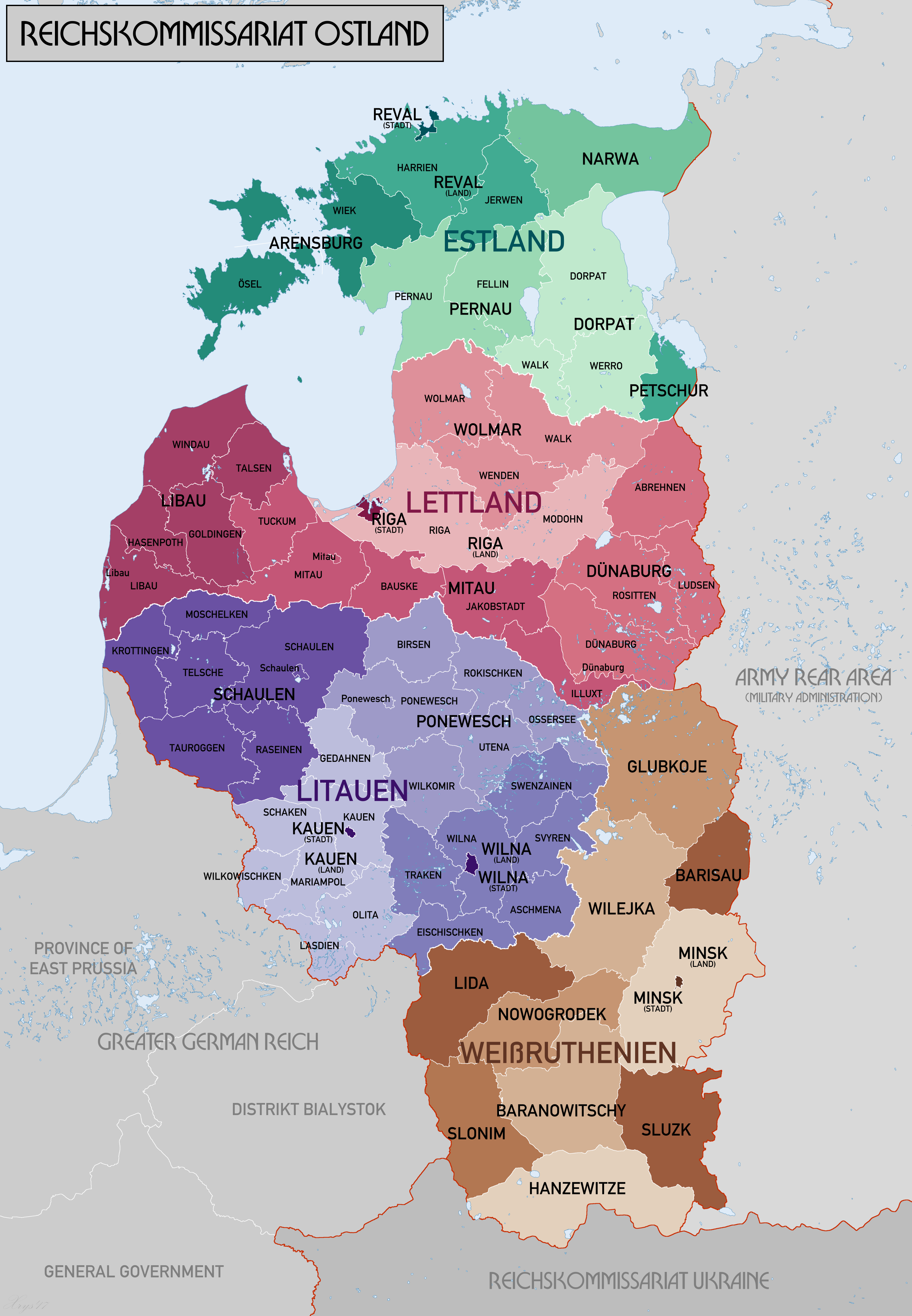
Administrative Gliederung des Reichskommissariats Ostland

## Verwaltungsgliederung
Das Reichskommissariat Ostland teilte sich in vier Generalbezirke mit der entsprechenden Anzahl von deutschen Kreisgebieten. Die deutschen Aufteilungen folgten größtenteils den früheren einheimischen Abgrenzungen. Die Generalbezirke bestanden jeweils aus einem der früher selbstständigen baltischen Staaten sowie aus dem früher polnischen Teil Weißrusslands (einschließlich des Gebietes um Minsk).
| Generalbezirk Estland                                                              | Generalbezirk Lettland                                             | Generalbezirk Litauen                                                                   | Generalbezirk Weißruthenien |
| ---------------------------------------------------------------------------------- | ------------------------------------------------------------------ | --------------------------------------------------------------------------------------- | --- |
| 1. Arensburg 2. Dorpat 3. Narwa 4. Pernau 5. Petschur 6. Reval-Stadt 7. Reval-Land | 1. Dünaburg 2. Libau 3. Mitau 4. Riga-Stadt 5. Riga-Land 6. Wolmar | 1. Kauen-Stadt 2. Kauen-Land 3. Ponewesch-Land 4. Schaulen 5. Wilna-Stadt 6. Wilna-Land | 1. Barisau 2. Baranowitschi 3. Glubokoje 4. Hanzewitz 5. Lida 6. Minsk-Stadt 7. Minsk-Land 8. Nowogrodek 9. Slonim 10. Sluzk 11. Wilejka |

In den drei baltischen Generalbezirken führten in den Kreisgebieten deutsche Gebietskommissare die Aufsicht über die einheimische Lokalverwaltung der Städte, Kreise bzw. Amtsbezirke.
Zum 1. April 1942 traten vom Generalbezirk Weißruthenien zum Generalbezirk Litauen weitere Gebietsteile zur großzügigen Abrundung des Gebietes um Wilna.
Das Reichskommissariat Ostland unterstand dem Reichsministerium für die besetzten Ostgebiete unter Alfred Rosenberg in Berlin, dem sog. Ostministerium.
Die Sitze der Generalkommissare waren für die Generalbezirke:
- Estland: Reval
- Lettland: Riga
- Litauen: Kauen
- Weißruthenien: Minsk

Im Erlass des Reichsministers für die besetzten Ostgebiete über die „Verwaltung des Reichskommissariats Ostland“ vom 7. März 1943 (nebst Anlagen und Durchführungsbestimmungen für Litauen, Lettland und Estland) wurde Folgendes festgelegt: In „gewissen Grenzen“ sollte in jedem der drei baltischen Generalbezirke eine eigene, einheimische Verwaltung unter klarer deutscher Führung bestehen bleiben, für Weißruthenien galten Sonderregelungen. Ziel war einerseits eine weitgehende Entlastung der deutschen Verwaltung, die nicht über genügend Verwaltungspersonal verfügte. Andererseits sollten den baltischen Völkern politische Anreize zur aktiven Mitarbeit im Krieg gegen die Sowjetunion gegeben werden. In der Folge kam es zu dauernden Auseinandersetzungen innerhalb der Generalbezirke selbst, zwischen den verschiedenen Generalbezirken sowie auch zwischen dem Reichskommissariat und dem Ostministerium, da jeweils unterschiedliche Auffassungen hinsichtlich des genauen Status der landeseigenen Verwaltungen bestanden.
Bis zur Auflösung des Ostlandes war zudem die Stellung der Stadt Riga mit ihrem deutschen Oberbürgermeister Hugo Wittrock ungeklärt, der gleichzeitig in Personalunion Gebietskommissar Riga-Stadt war, da Riga nie, wie vorgesehen, den lettischen Selbstverwaltungsorganen unterstellt wurde.

## Ortsnamen
Zwischen den Weltkriegen, als die baltischen Länder unabhängig waren, galten die einheimischen Ortsnamen. Das Reichskommissariat Ostland führte wieder die deutschen Ortsnamen ein, wie sie bereits bis zum Ersten Weltkrieg offiziell verwendet worden waren.
Für den Generalbezirk Weißruthenien wurde das lateinische Alphabet eingeführt.
Im Baltikum erhielt zumindest jeder Postort auch einen Namen, der lautlich der deutschen Sprache angeglichen war.

## Personen

### Zivilverwaltung
Reichsminister
- Alfred Rosenberg, Reichsminister für die besetzten Ostgebiete, Berlin

Reichskommissar
- Hinrich Lohse, Reichskommissar für das Ostland, Amtssitz Riga
- Erich Koch, kommissarischer Reichskommissar (ab Dezember 1944)

Reichskommissariat
- Friedrich Karl Vialon, Finanzabteilung (ab Mai 1942)
- Günther Pröhl, Hauptabteilungsleiter 1
- Martin Matthiessen, Hauptabteilungsleiter 3 (Wirtschaft)
- Matthias Lorenzen, Hauptabteilungsleiter 4
- Theodor Fründt, Hauptabteilungsleiter 2 (Politik)
- Wilhelm Burmeister, Hauptabteilungsleiter 1/2
- Werner Essen, Raumabteilung (ab 1941)

Generalkommissare
- Karl Sigismund Litzmann, Generalkommissar für Estland in Reval
- Otto-Heinrich Drechsler, Generalkommissar für Lettland in Riga
- Theodor Adrian von Renteln, Generalkommissar für Litauen in Kauen
- Wilhelm Kube, Generalkommissar für Weißruthenien in Minsk (bis 1943)
- Curt von Gottberg, kommissarischer Generalkommissar für Weißruthenien in Minsk (ab 1943)

Hauptkommissare
- Karl Eger aus Meldorf, Landrat von Süderdithmarschen, Hauptkommissar von Minsk
- Emil Paulsen, Meldorf, SA-Führer Dithmarschen, zuerst Hauptkommissar in Witebsk, dann Gebietskommissar in Libau (1943)

Gebietskommissare im Generalbezirk Estland
- Heino Schröder, Landrat in Flensburg, Gebietskommissar in Arensburg
- Kurt Wilhelm Meenen, NSDAP-Kreisleiter Pinneberg, Gebietskommissar in Dorpat
- Friedrich-Wilhelm Jenetzky, Landrat Husum, Gebietskommissar in Narwa
- Hermann Riecken, NSDAP-Kreisleiter von Flensburg-Stadt und späterer Bürgermeister von Heikendorf, Gebietskommissar in Pernau und später in Dünaburg

Gebietskommissare im Generalbezirk Lettland
- Friedrich Schwung, Gebietskommissar in Dünaburg (bis 19. August 1942)
- Hermann Riecken, NSDAP-Kreisleiter von Flensburg-Stadt und späterer Bürgermeister von Heikendorf, Gebietskommissar in Pernau und später in Dünaburg
- Walter Alnor, Landrat des Kreises Eckernförde, Gebietskommissar in Libau
- Emil Paulsen, Meldorf, SA-Führer Dithmarschen, zuerst Hauptkommissar in Witebsk, dann Gebietskommissar in Libau (1943)
- Walter von Medem, SA-Oberführer, Gebietskommissar in Mitau
- Hugo Wittrock, Gebietskommissar in Riga-Stadt
- Joachim Herbert Fust, SA-Führer SA-Gruppe Nordmark, Gebietskommissar von Riga-Land
- Oskar Gläser, früherer NSDAP-Kreisleiter Husum, Gebietskommissar in Wolmar
- Hermann August Hansen, Bürgermeister Husum, auf Gläser folgender Gebietskommissar in Wolmar

Gebietskommissare im Generalbezirk Litauen
- Hans Cramer, Gebietskommissar von Kaunas-Stadt
- Arnold Lentzen (SA-Brigadeführer), Gebietskommissar von Kaunas-Land[5]
- Walter Neum (1902–1976), SS-Sturmbannführer, Gebietskommissar in Ponewesch-Land (Juli 1941-August 1944)
- Hans Gewecke, NSDAP-Kreisleiter Lauenburg, Gebietskommissar in Schaulen
- Hans Christian Hingst, NSDAP-Kreisleiter Neumünster, Gebietskommissar in Wilna

Gebietskommissare im Generalbezirk Weißruthenien
- Othmar Walchensteiner, Gebietskommissar von Minsk-Land (1942–?)
- Gerhard Erren, Gebietskommissar in Slonim
- Hinrich Carl, ab 1936 NSDAP-Kreisleiter in Rendsburg, Gebietskommissar in Sluzk

### Militärverwaltung
Wehrmachtbefehlshaber Ostland
- Walter Braemer, General der Kavallerie z.V. (1941–1944)
- Werner Kempf, General der Panzertruppe (1944)

### SS- und Polizeiapparat

#### Sicherheitspolizei und Sicherheitsdienst
Einsatzgruppe A: 
- Franz Walter Stahlecker, Kommandeur der Einsatzgruppe vom 22. Juni bis November 1941

- Sonderkommando (SK) 1 a: 
- Martin Sandberger, Kommandeur von Juli 1941 bis Herbst 1943
- Bernhard Baatz, Kommandeur von 1943 bis 1944

- Sonderkommando (SK) 1 b:
- Erich Ehrlinger, Kommandeur von Juli 1941

- Sonderkommando (SK) 1 c:
- Kurt Graaf, Kommandeur von Juli 1941 bis November 1941

- Einsatzkommando (EK) 2 vorrangig Lettland:
- Rudolf Batz, Kommandeur von Juli 1941

- Einsatzkommando (EK) 3 vorrangig Litauen:
- Karl Jäger, Kommandeur von August 1942 bis November 1942

SS- und Polizeiführer
- Hans-Adolf Prützmann, Höherer SS- und Polizeiführer für Russland-Nord/Ostland, HSSPF von Juni 1941 bis November 1941
- Friedrich Jeckeln, Höherer SS- und Polizeiführer Ostland und Russland-Nord, HSSPF von November 1941 bis Mai 1945
- Franz Walter Stahlecker, Befehlshaber der Sipo und des SD (BdS) im Reichskommissariat Ostland vom November 1941 bis März 1942
- Martin Sandberger, Kommandeur der Sipo und des SD (KdS) für Estland von Dezember 1941 bis Herbst 1943
- Karl Jäger Kommandeur der Sipo und des SD (KdS) Litauen von Dezember 1941 bis August 1943
- Curt von Gottberg, SS- und Polizeiführer für Weißruthenien, ab Oktober 1943 Generalkommissar in Minsk,
- Hinrich Möller, SS- und Polizeiführer Estland, SS-Brigadeführer in Reval
- Lucian Wysocki, SS- und Polizeiführer Litauen
- Walther Schröder, SS- und Polizeiführer Lettland

#### Ordnungs- und Schutzpolizei, Gendarmerie
- Georg Jedicke, Befehlshaber der Ordnungspolizei (BdO), von Juni 1941 bis März 1944

## Film
- Blutiger Boden, deutscher Raum. Die Siedlungspläne der SS, Dokumentarfilm, 52 min, ORF/3sat/Hengster Filmproduktion 2024, Buch und Regie: Andreas Kurz.